# Axiomes de Wightman
Les axiomes de Wightman, proposés par le physicien et mathématicien Arthur Wightman, sont une tentative de formulation mathématique de la théorie quantique des champs. Formulés par Wightman dans les années 1950, ses axiomes ne sont publiés qu'en 1964 après que Rudolf Haag et David Ruelle ont proposé une formulation algébrique de la théorie quantique des champs axiomatique confirmant leur importance.
L'ensemble de ces conditions ou axiomes est censé fournir une base mathématique rigoureuse pour l'étude des champs quantiques et pour les perturbations mathématiques utilisées pour décrire un système quantique complexe de façon simplifiée. L'un des problèmes du prix du millénaire consiste en l'application des axiomes de Wightman dans le cadre de la théorie de Yang-Mills.